# Kristian Levring
Kristian Levring (født 9. maj 1957) er en dansk filminstruktør. 
Han er en af de fire dogmebrødre bag Dogme95. Kristian Levring er opvokset i Frankrig og Schweiz, uddannet ved Den Danske Filmskole som klipper og debuterede som spillefilmsinstruktør med Et skud fra hjertet i 1986. Han er i dag bosiddende i London, og har først og fremmest reklamefilm som speciale. I 1999 holdt Kristian Levring op med at instruere reklamer for at fokusere på sit dogme projekt, The King Is Alive. Han har ikke instrueret reklamer siden.

## Karriere
Kristian Levring tilbragte de første to årtier af sin karriere som filmskaber, dels som dokumentarist med at klippe en række dokumentarer i spillefilmslængde, dels som klipper på dansksprogede spillefilm. Derudover arbejdede han som instruktør af Tv-reklamer. Den første spillefilm som instruktør var  Et skud fra hjertet (Shot from the Heart), der fik premiere i 1986. Kristian Levring var den fjerde medstifter af Dogme95 Bevægelsen,  men han bevægede sig væk fra den stil hen imod slutningen af nullerne. Levring underskrev det originale manifest i 1995 sammen med Lars von Trier, Thomas Vinterberg, og Søren Kragh-Jacobsen.

### The King is Alive
Levring havde premiere på filmen The King is Alive i 2000. The Guardian beskriver filmen på følgende måde: "En gruppe buspassagerer er strandede i den Namibiske ørken. For at få tiden til at gå, beslutter de at opføre deres egen opsætning af Kong Lear, indtil hjælpen når frem." Passagererne er strandede i en forladt mineby midt i Sahara. Filmen benytter Lear som baggrund for et europæisk samfund der er havnet i en fatal krise. Lears ord bruges til at uddybe gruppens disintegration indtil kaos under presset af at være strandede.  Mens et af medlemmerne bliver sendt på en fem dages rejser efter hjælp, udforsker Levring de sociale relationer imellem de passagerer der bliver tilbage og buschaufføren. Relationer som inkluderer elementer af køn, ægteskab og race. Filmen blev udtaget til Official Selection ved Cannes Film Festivalen, hvor den fik verdenspremiere.  
Filmen rummer mange elementer der er i overensstemmelse med Dogme95s filmiske overbevisninger, inklusiv at kategorisere filmen som en post-apokalyptisk kunstform. Jan Simons skrev, at "The King is Alive gør det muligt for os at se Dogme95 in actu. Uden dekorationer, uden kostumer, i naturligt lys fra solens gennemborende skin og uden at ty til teatrets teknikske ressourcer. Amatørskuespillerne studerer deres roller; Henry skriver alles replikker i hånden ud fra sin hukommelse." Referencer til Dogme95-reglerne kan også spores hele vejen igennem filmen. The New York Times skrev følgende om Levrings arbejde med filmen: 
"Hr. Levrings vision om helvede er intens og skarp men – takket være den tomme endeløse ørken – er den velsignet med en pittoresk sublimitet der sjældent er forsøgt indenfor Dogme-æstetikkens rammer. Den ubarmhjertige, invaderende naturalisme i digital video der synes specielt kalibreret til at registrere spillet af nervøsitet og lidelse på menneskers ansigter, fanger også et inhumant landskab af bølgende klitter og en blændende himmel. Denne konstellation skaber en fornemmelse af ensomhed og panik, en hårrejsende gru der får overlevelsesinstinktet til at fremstå næsten komisk svagt." 

### The Intended
I 2002 var Levring forfatter og instruktør på The Intended. Filmen følger to britiske udflytteres liv på en fjern asiatisk elfenbenshandelsstation i starten af 1900–tallet, hvor det lille lokalsamfund er ved at falde fra hinanden under presset fra fremmede lande og den daglige kamp for overlevelse. Filmen har været beskrevet som "et ekspressionistisk, rigt lagret, anerkendende nik til The Heart of Darkness i den Malaysiske jungle." Filmen fik verdenspremiere på Toronto International Film Festival.

### Den du frygter
I 2008 var Levring medforfatter og instruktør på Den du frygter. Filmen udforsker problemstillinger omkring receptpligtig medicins indvirkning på familiers psykologi, i forbindelse med at hovedpersonen får tildelt antidepressiv medicin for at takle sit tungsind der stammer fra arbejdsnarkomani. Kort efter bliver hovedpersonen paranoid og begynder at frygte sin kone. Plottet har en reminiscens af Dr. Jekyll and Mr. Hyde’s narrativ. Filmen åbnede på Toronto International Film Festival, hvor de amerikanske distributionsrettigheder til filmen blev solgt til IFC.

### The Salvation
Levring's westernfilm med titlen The Salvation, har Mads Mikkelsen i hovedrollen og blev vist på Filmfestivalen i Cannes i 2014, hvor den blev udtaget til Official Selection. Levring optog filmen, der udspiller sig på den amerikanske frontier, i Sydafrika. Historien følger karakteren Jon, en ”tidligere dansk soldat som flyttede til Amerika efter nederlaget på slagmarken til tyskerne i 1864”, i følge Variety. Levring har udtalt, at på den tid talte ca. halvdelen af alle folk på den amerikanske frontier ikke engelsk, hvilket var indgangsvinklen til, at han kunne lave en film om det vilde vesten. I forbindelse med udviklingen af filmen brugte Levring både westernfilm og nordisk mytologi som inspiration. I et interview med Reader's Digest, udtaler Levring følgende om filmens tema: "Man kan opfatte den amerikanske frontier som den gryende civilisation og jeg er meget interesseret i civilisationens væsen. Sådanne steder er ofte et mikroskop: du kan studere disse karakterer og se hvordan de agerer i ret ekstreme situationer. Civilisationen er et ret tyndt lag fernis og når du fjerner det, er det interessant at se, hvad der sker." Levring er både medforfatter og instruktør på filmen.

## Filmografi
- Et skud fra hjertet (1986)
- The King Is Alive, (2000), dogme #4
- The Intended (2002)
- Den du frygter (2009)
- The Salvation  (2014)